# Гизатуллин, Ильнур Альфридович
Ильнур Альфридович Гизатуллин (род. 13 мая 1969, Казань) — советский и российский хоккеист. Тренер. Мастер спорта России.

## Биография
Воспитанник казанского хоккея. За местную команду СК им. Урицкого — «Итиль» — «Ак Барс» играл в сезонах 1986/87 — 1987/88, 1990/91 — 2001/02. Также выступал за клубы СКА Свердловск (1988/89 — 1989/90), «Металлург» Серов (1990/91), «Нефтяник» Альметьевск (1990/91), «Нефтехимик» Нижнекамск (2001/02), ХК ЦСКА (2001/02), «Блед» (Словения, 2002/03), «Нефтяник» Лениногорск (2003/04 — 2004/05, 2005/06), «Химик» Воскресенск (2005/06), «Ариада» / «Ариада-Акпарс» Волжск (2005/06, 2006/07), «Нефтяник-2» Альметьевск (2007/08).
Тренер (2009/10 — 2010/11), главный тренер (2011/12 — 2013/14) «Ариады». Тренер тольяттинской «Лады» (2014/15 — 2016/17), главный тренер «Нефтяника» Альметьевск (2017/18 — 2021/22), тренер КХЛ «Адмирал» Владивосток(2022/23 - 2024/25). 2 июля 2025 года вошёл в тренерский штаб ХК «Динамо Москва» в должности старшего тренера.
Главный тренер студенческой сборной России на Универсиаде 2013.
Сын Данил (род. 2000) — хоккеист.

## Достижения
Игрок:
- Чемпион России (1998)
- Серебряный призёр чемпионата России (2000)

Тренер:
- Лучший тренер Высшей хоккейной лиги (2012, 2013)
- Бронзовый призёр ВХЛ (2013, 2018)